# 的鯛亞目
的鯛亞目（學名：Zeioidei）又名海魴亞目，是輻鰭魚綱海魴目的其中一個亞目。

## 分類
其下分程5個科，如下：
- 高的鯛科 Oreosomatidae
- 准的鯛科 Parazenidae
- 甲眼的鯛科 Zeniontidae
- 菱的鯛科 Grammicolepididae
- 的鯛科 Zeidae